# Pumphose

Indische Pumphose, Cleveland Museum of Art

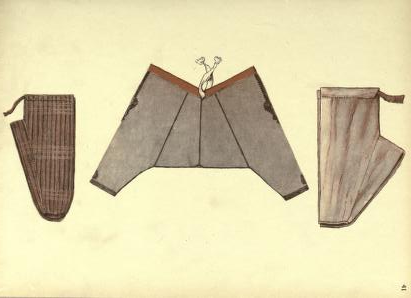
Drei Pumphosen aus der Türkei, Syrien und Mesopotamien, Max-Tilke-Kollektion, Ethnologisches Museum Berlin

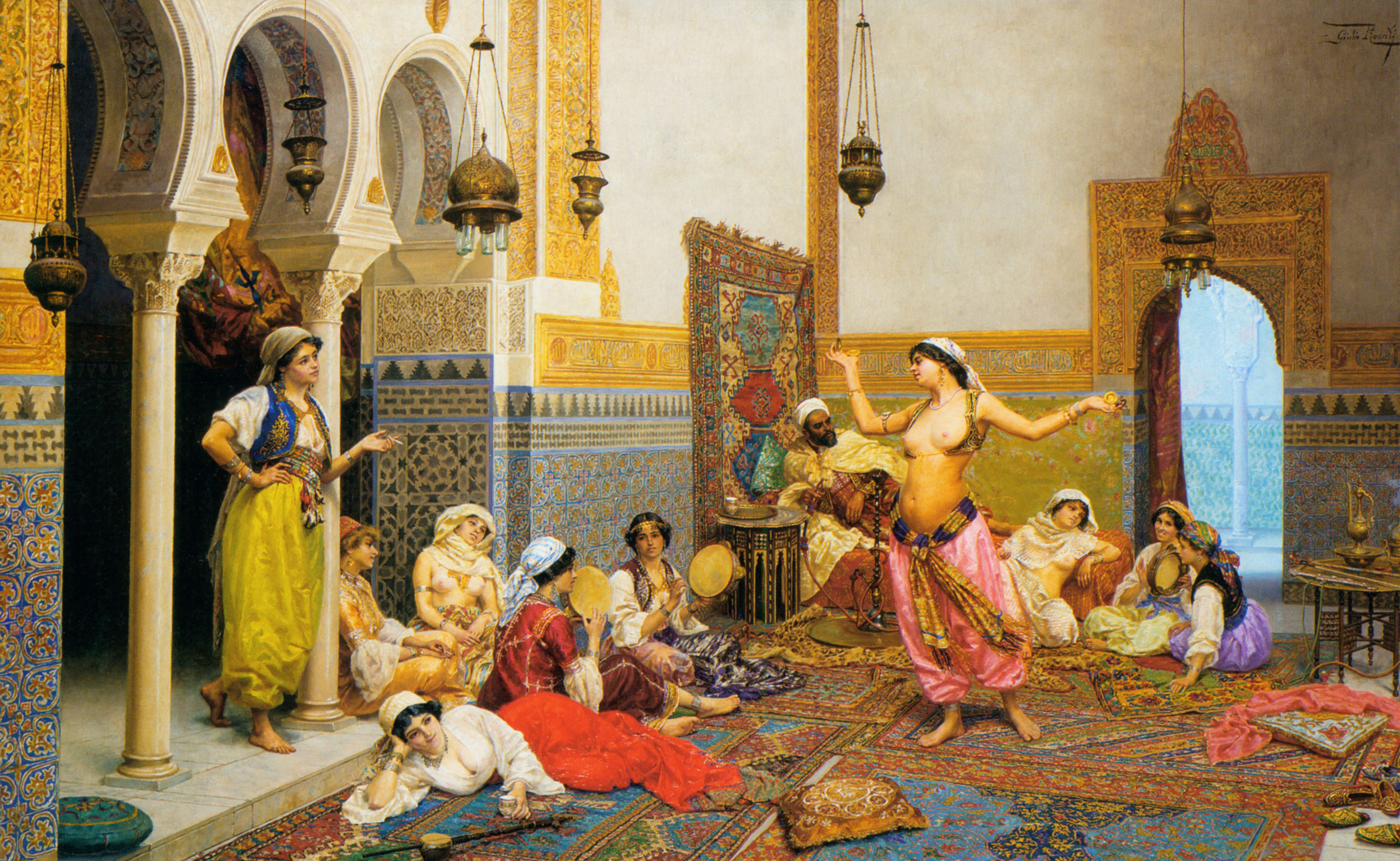
"Tanzen im Harem", Giulio Rosati

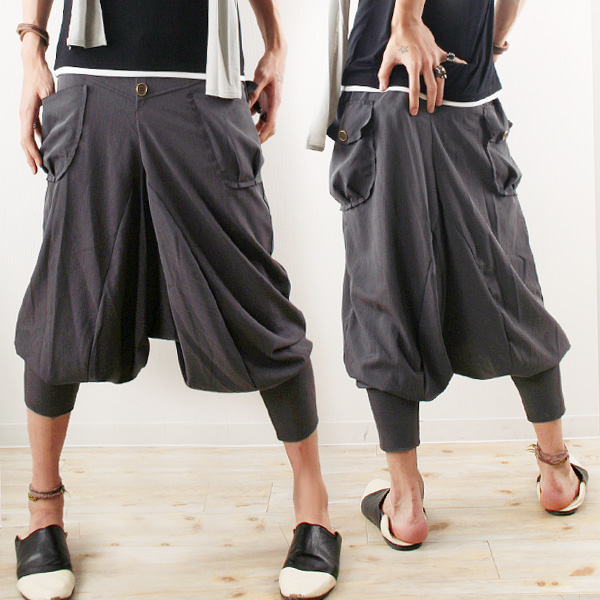
Japanische Aladin-Hose

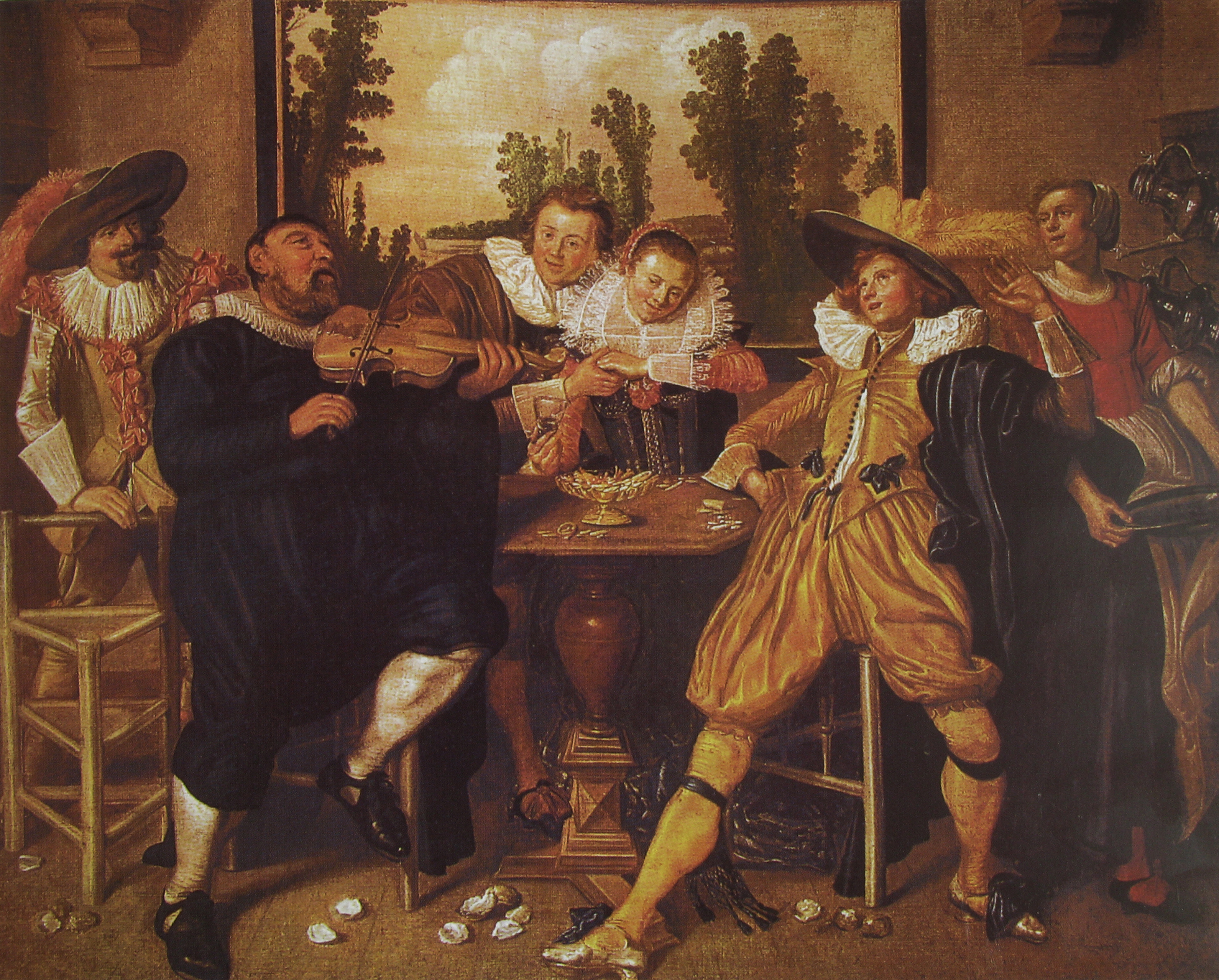
Niederländische Männer- und Frauentrachten; Willem Pietersz. Buytewech, 1620

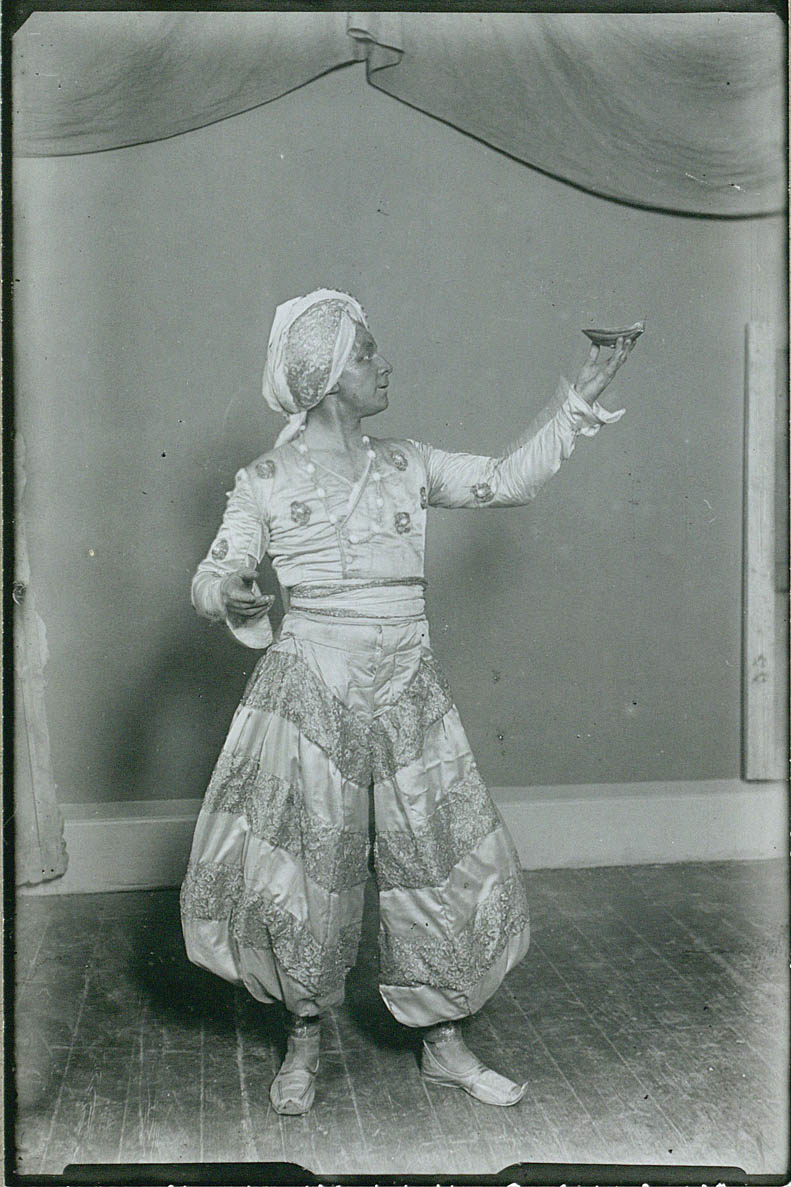
Johannes Poulsen in Aladin-Hose 1919

Die Pumphose, auch als Sarouelhose, Haremshose oder Aladin-Hose bezeichnet, ist eine Hosenart, die durch einen tiefen Schritt gekennzeichnet ist. Sie ist vom Bund bis zu den Knien weit und darunter eng geschnitten. Am Knöchel wird sie mit einem Bündchen, Gummizug oder Bändern geschlossen bzw. gebunden.

## Geschichte
Sie kam aus dem Orient nach Europa. Anfang des 17. Jahrhunderts folgte sie den kurzen, ausgestopften Hosen der bis dahin bestimmenden spanischen Mode.
Zur spanischen Hoftracht gehörte die Heerpauke, außerhalb des Hofes trug man jedoch ausgestopfte Pumphosen, die allmählich auch in Deutschland die vielgeschmähten Pluderhosen verdrängten und schließlich ihre dicke Polsterung aufgaben. Die zu Pumphosen getragenen Strümpfe wurden unterhalb des Knies durch mit losen Schleifen verzierte Strumpfbänder gehalten.
Pumphosen blieben bis in die heutige Zeit Bestandteil von Volkstrachten und leben auch in der Kleidermode fort.